# Muria (volcan)
Pour les articles homonymes, voir Muria.
Le Muria est un stratovolcan d'Indonésie situé sur la côte septentrionale de l'île de Java. Il culmine à environ 1 625 mètres d'altitude.

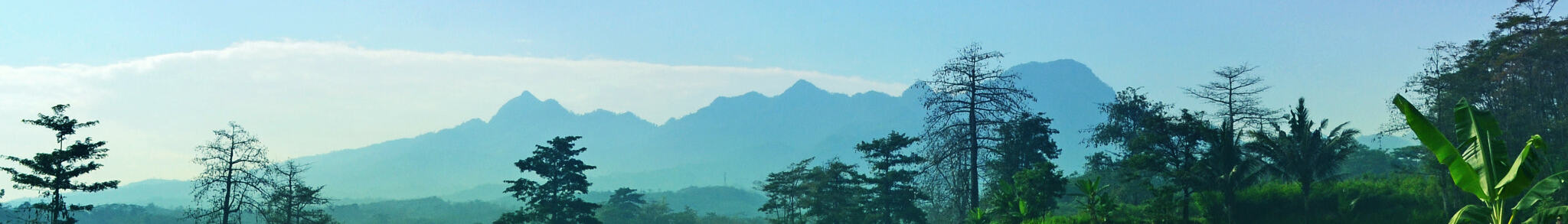
Vue du mont Muria.